# حكومة سامي الصلح الرابعة
الحكومة اللبنانية العشرون بعد الاستقلال والخامسة بعهد الرئيس كميل شمعون، وهي رابع حكومة يترأسها سامي الصلح (الثالثة بعد الاستقلال). شكلت الحكومة بموجب المرسوم رقم 6392 بتاريخ 16 أيلول / سبتمبر 1954، ونالت الثقة ب 28 صوتاً ضد 3 أصوات وامتناع 9. واستقالت بتاريخ 9 تموز / يوليو 1955.

## أعضاء الحكومة
- سامي الصلح رئيساً لمجلس الوزراء ووزيراً للتصميم.
- غبريال المر نائباً لرئيس مجلس الوزراء ووزيراً للداخلية.
- نعيم مغبغب وزيراً للأشغال العامة.
- رشيد كرامي وزيراً للاقتصاد الوطني ووزيراً للشئون الاجتماعية.
- محي الدين زكريا نصولي وزيراً للأنباء ووزيراً للمالية.
- سليم حيدر وزيراً للبريد والبرق والهاتف ووزيراً للزراعة.
- موريس زوين وزيراً للتربية الوطنية
- ألفرد جورج النقاش وزيراً للخارجية والمغتربين.
- مجيد أرسلان وزيراً للدفاع الوطني.
- شارل حلو وزيراً للصحة العامة ووزيراً للعدل.

### تعديلات حكومية
في 29 أيار / مايو 1955 خرج من الحكومة الوزير شارل حلو، وتم تعيين رئيس الحكومة سامي الصلح وزيراً للعدل بالإضافة لعمله، وجورج الهراوي وزيراً للصحة العامة.

## وصلات خارجية
- موقع رئاسة مجلس الوزراء الرسمي